# 于街耕读居
于街耕读居，位于中华人民共和国浙江省金华市兰溪市横溪镇，是浙江省省级文物保护单位之一。
2017年1月19日，于街耕读居被列入第七批浙江省文物保护单位，该文物保护单位是一座古建筑。